# Syn-ペンタン相互作用

ペンタン干渉（ペンタンかんしょう、英: Pentane interference）またはsyn-ペンタン相互作用（シン-ペンタンそうごさよう、英: syn-Pentane interaction）は、n-ペンタンの立体配座の1つで2つの末端メチル基が経験する立体障害である。取り得る配座はアンチ配座とゴーシュ配座の組み合わせで、anti-anti、anti-gauche+、gauche+ - gauche+、およびgauche+ - gauche− である。その中で最後の1つが特にエネルギー的に不利となる。ポリエチレンといった高分子では、ペンタン干渉は5つ離れた全ての炭素原子間で起こる。シクロヘキサン誘導体の1,3-ジアキシアル相互作用はこの種の相互作用の特別な場合であるが、この場合は置換基と環との間で共有される追加のゴーシュ相互作用が存在する。syn-ペンタン相互作用の明確な一例は、cis 1,3-ジアルキルシクロヘキサン類のジアキシアル対ジエクアトリアル生成熱で見ることができる。ジエクアトリアル配座異性体と比較して、ジアキシアル配座異性体はゴーシュ相互作用だけに基づいて予測される値よりも2–3 kcal/molエネルギー的に高い。ペンタン干渉は多くの化合物における分子構造、生成物比、主張されている遷移状態の説明の助けとなる。syn-ペンタン相互作用のある特別な種類は「1,3-アリル歪み」（A1,3歪み）と呼ばれる。
例えば、2,6-二置換アリール基を持つアルドール付加体では、分子構造は、結晶格子（X線回折）中でも溶液（NMRの結合定数）中でもビシナル水素原子がアンチペリプラナー配座を取る（通常は最も嵩高い置換基、つまりこの場合は2つのアリール基がアンチペリプラナー配座を取る）。
この配座を説明する他の寄与因子が、アレーン二重結合とメチンプロトンとの間の二面角を最小化することによるアリル歪みの低減である。